# Cotalpa consobrina
Cotalpa consobrina är en skalbaggsart som beskrevs av Horn 1871. Cotalpa consobrina ingår i släktet Cotalpa och familjen Rutelidae. Inga underarter finns listade i Catalogue of Life.

## Bildgalleri

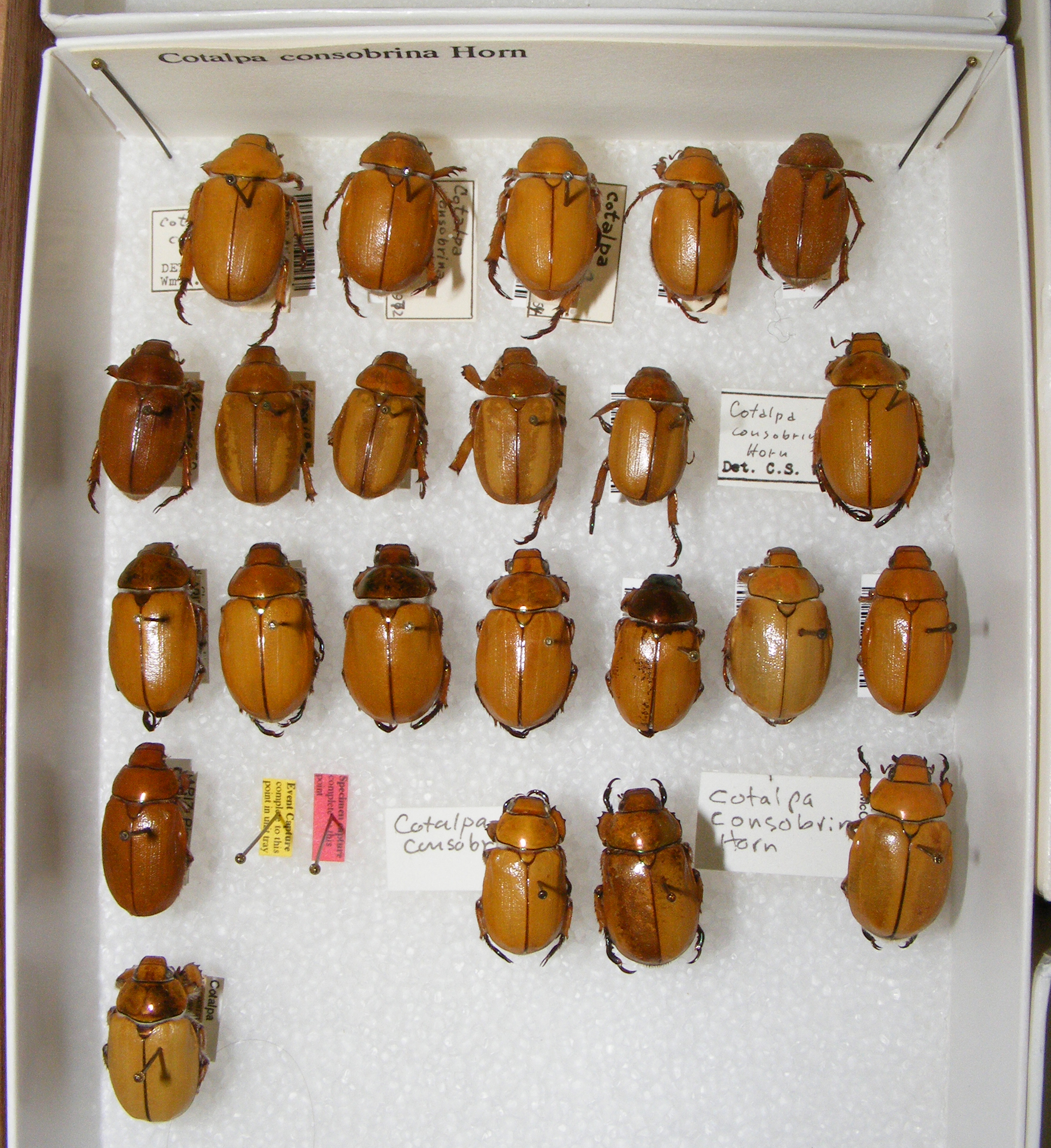